# Firstständerbau
Ein Firstständerbau oder Firstsäulenbau ist ein in Ständerbauweise errichtetes Gebäude mit Pfettendach.
Die Firstständer durchziehen das Gebäude vom Fundament oder der Oberkante eines gemauerten Kellers oder Geschosses bis zum Dachfirst. Ein im Hausinnern freistehender durchgehender Ständer wurde Firstsäule genannt.
Die Firstständer werden untereinander und mit den Giebelwänden sinnvollerweise mit einer Firstpfette verbunden und zu einem Abschluss gebracht. Ist nun einmal eine Firstpfette vorhanden, liegt es nahe, das Firstständerhaus mit einem Pfettendach auszustatten. Hier verlaufen die Sparren zwischen First- und Fußpfette und tragen Latten und Dachhaut.
Hierin unterscheidet sich der Firstständerbau von niederdeutschen Hallenhäusern, die in Zwei-, Drei- oder Vierständerhäuser unterteilt werden, da diese im Regelfall mit Sparrendächern ausgestattet sind und die Ständer nicht zentral unter dem First stehen.
Firstständerhäuser wurden vorwiegend um das 15. Jahrhundert im badischen Raum gebaut.
Vereinzelte Beispiele finden sich im Gebiet des östlichen Hessens, südlichen Niedersachsens und westlichen Thüringens.